# ساموآی آمریکا در المپیک تابستانی ۲۰۲۴

کاروان المپیکی ورزشکارانی از ساموآی‌آمریکایی، به عنوان یک قلمرو ثبت نشده از ایالات‌متحده ، در بازی‌های المپیک تابستانی ۲۰۲۴ در پاریس ، فرانسه از ۲۴ ژوئیه تا ۱۱ اوت ۲۰۲۴ (۵ تا ۲۱ امرداد ۱۴۰۳ خورشیدی) برگزار شد. این دهمین حضور نمایندگان ورزشی این قلمرو تحت پرچم خود بود، که از سال ۱۹۸۸ در هر بازی المپیک تابستانی پس از به رسمیت شناخته شدن توسط کمیته بین‌المللی المپیک در همان سال شرکت کرده‌اند. 
در پایان، ورزشکاران این کمیته موفق به کسب مدال نشدند و در جدول مدال قرار نگرفتند.

## شرکت‌کنندگان
ورزشکاران ساموآی‌آمریکا در رشته‌های ورزشی زیر به رقابت پرداختند:
| ورزش        | مردان | زنان | جمع |
| ----------- | ----- | ---- | --- |
| دو و میدانی | ۰     | ۱    | ۱   |
| شنا         | ۱     | ۰    | ۱   |
| کل          | ۱     | ۱    | ۲   |

## دو و میدانی
یک ورزشکار دو و میدانی از طرف کمیته ملی المپیک ساموآی آمریکا، برای رشته دو و میدانی، به المپیک پاریس معرفی و اعزام شد. فیلومنالئونیسا یاکوپو سهمیه‌ای بر اساس مکان‌های جهانی دریافت کرد. 
کلید
- Note–رتبه‌هایی که برای رویدادهای پیست داده می‌شود فقط در حد گرمای ورزشکار است
- Q = گزینش برای دور بعدی
- q = واجد شرایط برای دور بعدی به عنوان سریعترین بازنده "یا"، در مسابقات میدانی، بر اساس موقعیت بدون دستیابی به هدف مقدماتی
- NR = رکورد ملی
- N/A = دور برای رویداد قابل اجرا نیست
- Bye = ورزشکار برای شرکت در این دور برگزیده نشده

رویدادهای دو و میدانی
| ورزشکار               | رویداد       | مقدماتی  | مقدماتی | شانس مجدد   | شانس مجدد   | نیمه نهایی  | نیمه نهایی  | نهایی       | نهایی       |
| ورزشکار               | رویداد       | نتیجه    | رتبه    | نتیجه       | رتبه        | نتیجه       | رتبه        | نتیجه       | رتبه        |
| --------------------- | ------------ | -------- | ------- | ----------- | ----------- | ----------- | ----------- | ----------- | ----------- |
| فیلومنالئونیسا یاکوپو | ۱۰۰ متر زنان | ۱۲٫۷۸ NR | ۸       | عدم راهیابی | عدم راهیابی | عدم راهیابی | عدم راهیابی | عدم راهیابی | عدم راهیابی |

## شنا
همچنین یک ورزشکار از ساموآی‌آمریکایی برای شرکت در مسابقات شنا، برای شرکت در المپیک ۲۰۲۴ پاریس معرفی شد. 
| ورزشکار    | رویداد                | مقدماتی | مقدماتی | نیمه نهایی  | نیمه نهایی  | نهایی       | نهایی       |
| ورزشکار    | رویداد                | زمان    | رتبه    | زمان        | رتبه        | زمان        | رتبه        |
| ---------- | --------------------- | ------- | ------- | ----------- | ----------- | ----------- | ----------- |
| میکاه مسعی | ۱۰۰ متر قورباغه مردان | ۱:۰۵٫۹۵ | ۳۴      | پیشروی نکرد | پیشروی نکرد | پیشروی نکرد | پیشروی نکرد |